# Сирота на кладбище
«Сирота на кладбище», также «Девушка-сирота на кладбище» (фр. Jeune orpheline au cimetière) — картина французского художника Эжена Делакруа, написанная около 1823—1824 года. Находится в коллекции Лувра (Франция).

## История
Делакруа создал эту картину в начале своей карьеры и она долгое время считалась одним из предварительных этюдов для его более поздней картины «Резня на Хиосе», также написанной в 1824 году, но рассматривается как самостоятельной работой, хотя её можно увидеть в контексте. Историческим фоном для драматических сцен, написанных Делакруа в то время, была Греческая революция с известной резнёй на острове Хиос, которую османы учинили против местного греческого населения. Историк искусства и эксперт по Делакруа Ален Дагер де Юро явно относит его к сценам резни на Хиосе.

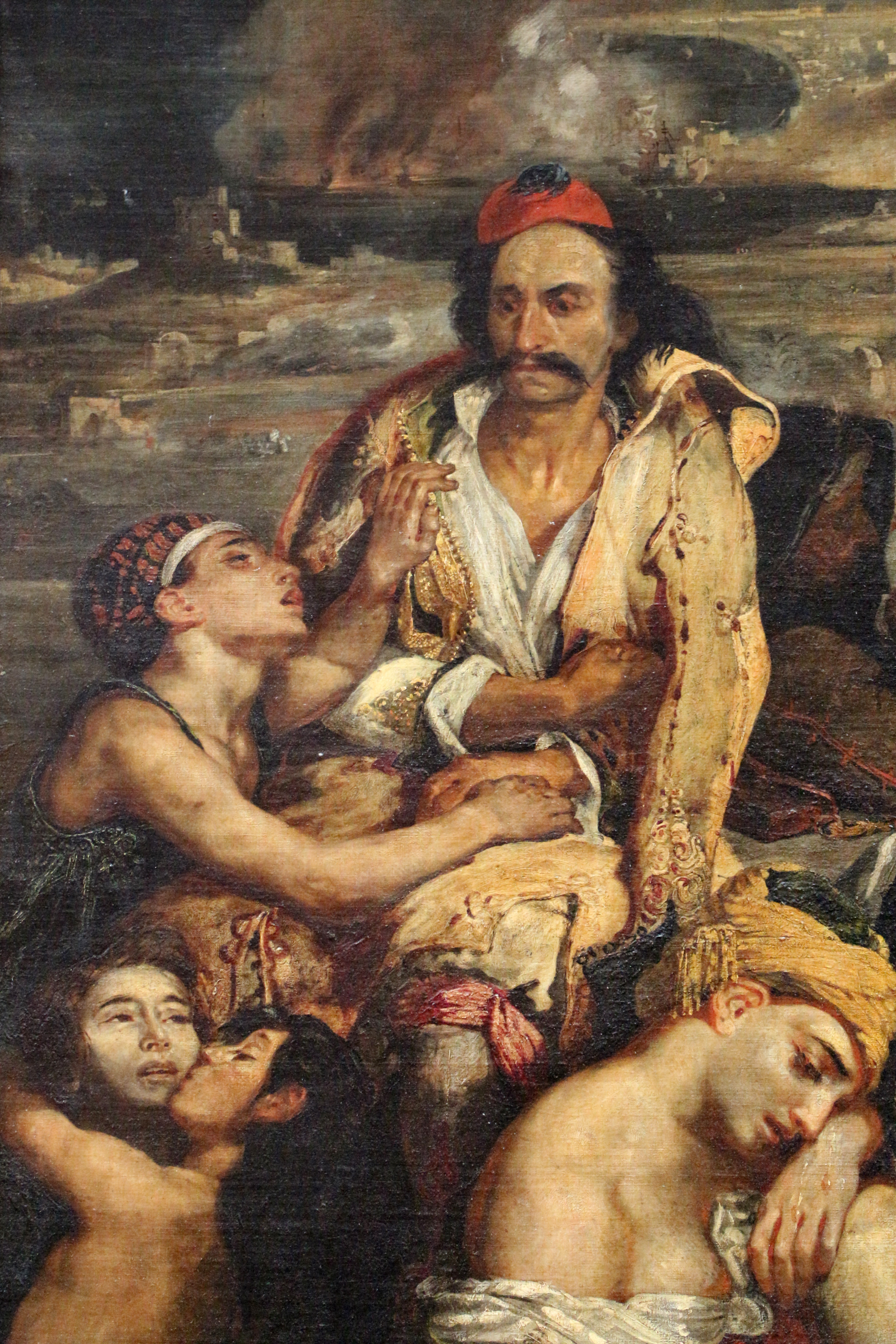
«Резня на Хиосе» Эжен Делакруа (1824), деталь

Моделью была нищенка, нанятая художником, лицо которой появляется на финальной картине в самом центре левого поля, хотя и с закрытыми глазами (дневник Делакруа от 17 и 21 февраля 1824 года). «Сирота на кладбище» — образцовая картина, чётко отражающая замысел и цели художника: точный рисунок, чётко выделяющиеся контуры, тонкий мазок и сильная работа кисти создаёт живой эффект.

## Описание
Считается, что «Сирота на кладбище» была подготовительной работой художника к более поздней картине художника «Резня на Хиосе». Однако картину, тем не менее, рассматривают как самостоятельный шедевр Делакруа. От картины исходит атмосфера печали и страха, слёзы текут из глаз убитой горем девушки, когда она с опаской смотрит вверх. Мрак неба и опустошённая земля созвучны её тоске. Язык тела и одежда девушки показывают трагедию и уязвимость: платье, ниспадающее с плеча, рука, слабо положенная на бедро, тени над затылком, темнота слева от неё, холодный и бледный колорит одежды. Всё это подчеркивает чувство потери, недостижимости надежды, одиночества и беспомощности.
Для Делакруа цвета были наиболее важными составляющими его картин. Из-за этого у него не хватало терпения создавать изобразительную точность классических статуй. Будучи почитателем Рубенса и венецианцев, он выбирал красочные оттенки и экзотические темы для своих картин, в результате чего работы описывались как блестящие и изобилующие движением.

## Провенанс
Картина сначала принадлежала Фредерику Леблону (1832—1872), а затем досталась его вдове. После её смерти в 1881 году картина перешла к её двоюродному брату Эрнесту Гебауэру. Затем в конце мая 1904 года произведение приобрёл французский художник и коллекционер Этьен Моро-Нелатон, который передал картину в дар в Лувр в 1906 году. Из Лувра она была передана Музею декоративного искусства в 1907 году, но возвращена в Лувр в 1934 году.